# Електрическата държава
Електрическата държава (в оригинал на шведски: Passagen) е дистопичен научнофантастичен илюстрован роман от 2018 г. на шведския автор и художник Саймън Сталенхаг. Действието се развива през 90-те години на XX век в алтернативна вселена, която е била опустошена. Книгата проследява тийнейджърка и нейния робот, които тръгват на пътешествие до Западното крайбрежие на Съединените щати в търсене на отдавна изгубения ѝ брат.
През 2017 г. братята Русо придобиват правата за екранизация на книгата. Те режисират и продуцират адаптация със същото заглавие за „Нетфликс“.